# Tex Winter
Tex Winter, właśc. Morice Fredrick Winter (ur. 25 lutego 1922 w Wellington, zm. 10 października 2018 w Manhattanie) – amerykański trener koszykówki, wieloletni przyjaciel i asystent Phila Jacksona, uznawanego za jednego z najlepszych trenerów w historii NBA. Twórca taktyki triangle offense, stosowanej przez Jacksona w Chicago Bulls i Los Angeles Lakers. Od 2011 członek koszykarskiej galerii sław oraz Galerii Sław Koszykówki Akademickiej.

## Osiągnięcia trenerskie
Na podstawie, o ile nie zaznaczono inaczej.
Jako trener główny

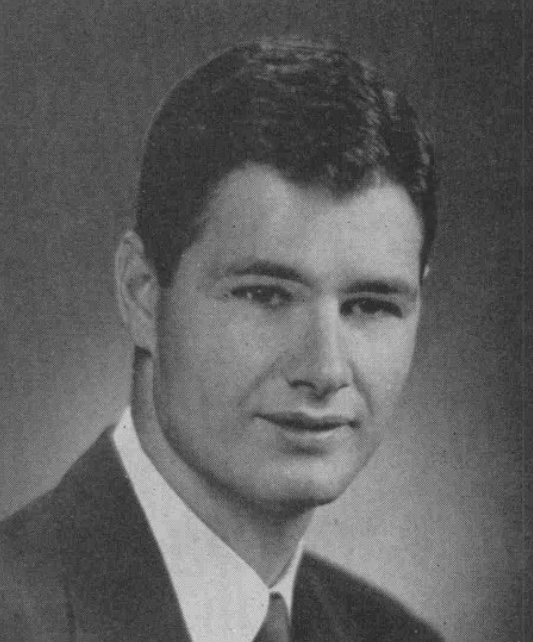
Winter jako trener Marquette Golden Eagles.

- Mistrzostwo sezonu regularnego konferencji Big Eight (1956, 1958, 1959, 1960, 1961, 1963, 1964, 1968)
- Uczestnictwo w:
  - NCAA Final Four (1958, 1964)
  - Elite 8 NCAA (1958, 1959, 1961, 1964)
  - Sweet 16 NCAA (1956, 1958, 1959, 1961, 1964, 1968)

Jako asystent trenera
- Mistrzostwo:
  - NBA (1991–1993, 1996–1998, 2000–2002)
  - sezonu regularnego konferencji Big Eight (1948, 1950, 1951)
- Wicemistrzostwo:
  - NBA (2004, 2008)
  - NCAA (1951)
- Uczestnictwo w NCAA Final Four (1948, 1951)

Inne
- Trener Roku NCAA według United Press International (1958)
- Laureat:
  - John Bunn Award (1998)
  - Chuck Daly Lifetime Achievement Award (2010 - przyznana przez NBA Coaches Association)
- Wybrany do: 
  - Akademickiej Galerii Sław Koszykówki (2010)[3]
  - Koszykarskiej Galerii Sław Koszykówki im. Jamesa Naismitha (2011)[6]
  - Galerii Sław Sportu:
    - stanu Kansas (Kansas Sports Hall of Fame)
    - Compton Community College (2012)